# Basse (tecknad serie)
Basse (originaltitel Sad Sack) är en amerikansk tecknad serie om en soldat med samma namn. Den publicerades på svenska i tidningen 47:an Löken på 1970-talet.